# 向上航空
向上航空（UP）是一家以色列的廉价航空公司，其母公司是以色列航空 。

## 历史
向上航空母公司为以色列航空，创立于2013年11月，在2014年3月30日開始运营往返欧洲的廉价航班。向上航空并不是一个独立的航空公司，而是以色列航空经营的一个航空品牌，其国际民航组织机场代码和国际航空运输协会代码都是用以色列航空的。

## 外部連結
- 向上航空的Facebook專頁